# Pogonoscopus lenis
Pogonoscopus lenis  (лат.) — вид мирмекофильных прыгающих цикадок (Cicadellidae) из подсемейства Eurymelinae. Эндемик Австралии. Встречается в Западной и Юго-восточной Австралии, а также в западной части штата Виктория. Длина тела 8,5—9 мм. Обнаружен в муравейниках Camponotus nigriceps Smith, 1858 и Camponotus terebrans (Lowne, 1865).
Относится к мирмекофильной трибе Pogonoscopini, которые как инквилины днём живут в муравейниках, а ночью кормятся на растениях под охраной тех же муравьёв (Day & Pullen 1999).